# Gustavia (fondförvaltare)
Gustavia Fonder är ett oberoende fondbolag som erbjuder ett spektrum av aktiefonder. Förvaltningsfilosofin bygger på aktiv förvaltning, långsiktighet och fundamental analys.
Fonderna är samtliga UCITS och är investeringsbara genom försäkringsbolagen, banker, internetbanker, Pensionsmyndigheten (fd PPM) och som direktinvestering. Företaget grundades 2003 och har sitt kontor på Skeppsbron i Gamla Stan i Stockholm. 
Företaget utsågs av tidningen Dagens Industri som ett av Sveriges Gasellföretag 2014.
2017 blev företaget uppköpt av Öhmangruppen.